# Eva Terčelj
Eva Terčelj (ur. 21 stycznia 1992 r. w Lublanie) – słoweńska kajakarka górska, mistrzyni świata i Europy, uczestniczka Letnich Igrzysk Olimpijskich 2012.

## Igrzyska olimpijskie
W 2012 roku wzięła udział w zawodach jedynek podczas igrzysk olimpijskich w Londynie, zajęła trzynaste miejsce w półfinale, co nie dało awansu do decydującego etapu. Podczas igrzysk rozgrywanych w Tokio, w półfinale slalomu K-1 pominęła jedną bramkę, przez co zajęła 24. miejsce i nie awansowała do finału.